# Valiant Beyond
Valiant Beyond — це переосмислення та перезапуск лінійки коміксів видавництва Valiant Comics у співпраці з Alien Books. Ініціатива є прямим продовженням подій, описаних у Resurgence of the Valiant Universe, та передбачає запуск нових серій із переосмисленими версіями супергероїв зі всесвіту Valiant.
Старт ініціативи заплановано на березень 2025 року з випусків Valiant Beyond: Bloodshot і Valiant Beyond: Tales of the Shadowman.

## Історія публікації
Valiant Beyond є новим перезапуском всесвіту Valiant після подій Resurgence of the Valiant Universe. Вперше про проєкт повідомило видання Bleeding Cool, зазначивши, що це відповідь Valiant на зростаючу популярність окремих комікс-всесвітів, які використовують знайомих персонажів з більшою творчою свободою, зокрема, як це реалізовано у Ultimate Universe від Marvel Comics.
Кожна серія в межах ініціативи планується як мінімум на тринадцять випусків і включатиме кілька сюжетних арок по три-чотири випуски кожна.

## Видання
| Назва                                  | Випуски | Сценарист      | Художник                       | Публікація      | Публікація     | Примітки |
| Назва                                  | Випуски | Сценарист      | Художник                       | Початок         | Кінець         | Примітки |
| -------------------------------------- | ------- | -------------- | ------------------------------ | --------------- | -------------- | -------- |
| Valiant Beyond: Bloodshot              | #1–3    | Мауро Мантелла | Фернандо Гайнц Фурукава        | 5 березня 2025  | 14 травня 2025 | [ 4 ]    |
| Valiant Beyond: Tales of the Shadowman | #1–3    | Ей Джей Ампаду | Серхіо Монхес                  | 19 березня 2025 | 28 травня 2025 | [ 4 ]    |
| Valiant Beyond: The X-O Manowar        | #1–4    | Стів Орландо   | Ґільєрмо Фахардо               | 2 квітня 2025   | ЩНВ            | [ 4 ]    |
| Valiant Beyond: All-New Harbinger      | #1–3    | Фред Ван Ленте | Андрес Понсе                   | 16 квітня 2025  | ЩНВ            |          |
| Valiant Zombies: Resurrection          | Ваншот  | Фред Ван Ленте | Томас Айра та Дієґо Ґарібальді | 3 травня 2025   | 3 травня 2025  |          |